# Gansingen
Gansingen est une commune suisse du canton d'Argovie, située dans le district de Laufenburg.